# Tribseer Straße 6 (Stralsund)
Das Gebäude mit der postalischen Adresse Tribseer Straße 6 ist ein denkmalgeschütztes Bauwerk in der Tribseer Straße im Stralsunder Stadtgebiet Altstadt.

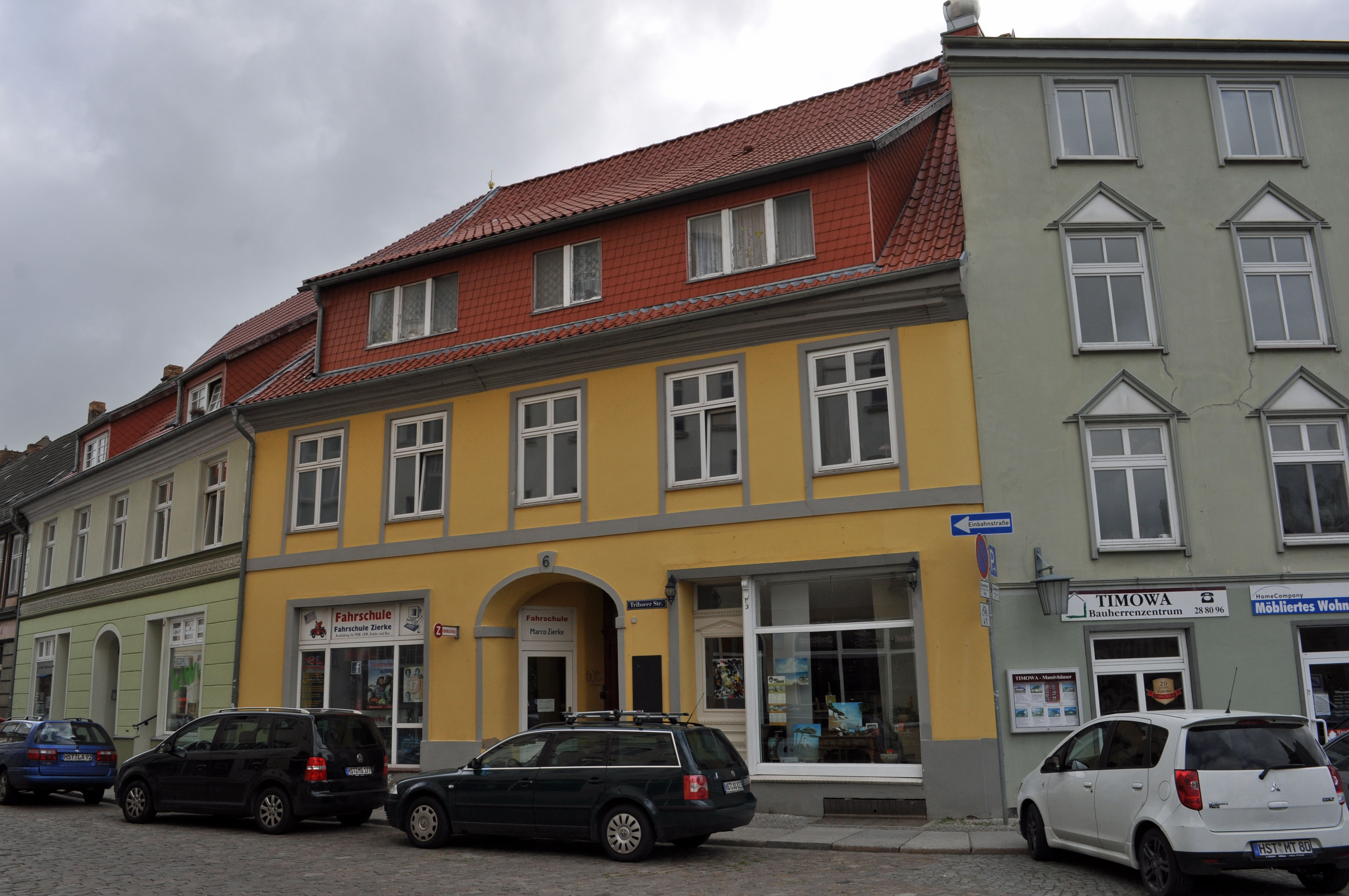
Das Haus Tribseer Straße 6 in Stralsund (2012)

Das zweigeschossige, verputzte Traufenhaus wurde in der zweiten Hälfte des 18. Jahrhunderts errichtet.
Die Fassade ist schlicht gestaltet. Ein Gesimsband trennt das fünfachsige Obergeschoss optisch von dem durch einen Ladeneinbau veränderten Erdgeschoss mit seinem mittig angeordneten korbbogigen Portal.
Das Haus liegt im Kerngebiet des von der UNESCO als Weltkulturerbe anerkannten Stadtgebietes des Kulturgutes „Historische Altstädte Stralsund und Wismar“. In die Liste der Baudenkmale in Stralsund ist es mit der Nummer 745 eingetragen.